# Српска читаоница Котор
Српска читаоница Котор која је основана 1839, након десет година (1849) преименована је у „Славјанска”, како би поред Срба, окупљала Хрвате, Словенце и Чехе у Котору. Са аустроугарском окупацијом Босне и Херцеговине, власти фаворизују католике и забрањују рад читаонице. Међутим 1880. године затворену Славјенску читаоницу, обнавља скупштине грађана и у Котору отвора нову читаоницу. Како се међу млађим нараштајима почело истицање српске и хрватске народности, поред тога што су неки чланови на скупштини 30. маја 1880. тражили да читаоница задржи Славјенско име, ипак је преовладао став да читаоницу треба назвати Српска читаоница. Након што је Стево Вука Врчевић написао нови правилник, нова читаоница је почела са радом 20. јуна 1880. године. Илија Рамадановић, члан градске управе имао је задужење књижара у читаоници. Почетком Првог светског рата 1914. аустријске власти су забраниле рад друштва, а тиме и читаонице.

## Историја
Први пут се 1854. године у Котору помиње „Србска читаоница”. За њу се каже да је једина тада у „Далмацији”  напредовала и цветала. Узрок је био у томе што је била отворена за сваког посетиоца, а многи књижевници путници су и свраћали. На децембарском годишњем заседању 1853. године уместо Трипа Мариновића, изабран је нови управитељ на годину дана - Лазар Бербер. Године 1855. Друштво Славјанске читаонице изабрало је уместо дотадашњег управитеља Ђорђија Срдића, новог Тому Матковића. До тада су читаоницу помогли Књаз и Господар Црне Горе и Брда Данило са 20 ф. прилога, др Божидар Петрановић са 20 књига, а Стефан Сеферовић је поклонио лик српског цара Душана Силног, на зиду. За управитеља читалишта изабран је крајем 1856. године Вукола Поповић катихета у месној нормалној школи. Када је 1857. године Сеферовић умро (у 27. години) оставио је своју личну књижницу са сликама зидним - српској читаоници. Сеферовић се аматерски бавио сликањем и то су били портрети Јована Стерије Поповића, Симе Милутиновића и Гундулића.
У Котору је у 19. веку радила  „Славјанска читаоница”, коју су основали тамошњи напредни православни Срби. Био је то начин да се супротставе "талијанштини". Пошто су се њој прикључили и Хрвати, а како су тада живели братски, она је трајала под тим називом. Заједнички су до 1875. године славили празник Св. Саву, а ујединио их је исти непријатељ. Те године је раздор кренуо након посете граду "ћесара" Фрање Јосифа. Све се пореметило са аустроугарском окупацијом Босне и Херцеговине, од када власти фаворизују католике Хрвате. Раздвојили су се Срби и Хрвати, увучени у непријатељство. Славјанска читаоница је постала по свему српска, на њој су истакнуте српске заставе, а прва фирма са ћириличним натписом била је которска "Србска књижара Шпира Петровића". Када је 15. новембра 1879. године пуштен из Вацког затвора Светозар Милетић, которска читаоница га је тада прогласила за свог почасног члана. Чим су Милетићу послали поздравну "депешу" у Нови Сад, градска власт у Котору је наредила да се Славјанска читаоница затвори, јер је "из поља културе прешла на политику".
Касније 1880. су Срби дошли на своје; основали нову, сада "Српску читаоницу".